# Малак (село)
Малак (каз. Малақ) — село в Урджарском районе Абайской области Казахстана. Входит в состав Науалинского сельского округа. Код КАТО — 636475200.

## Население
В 1999 году население села составляло 708 человек (365 мужчин и 343 женщины). По данным переписи 2009 года, в селе проживало 635 человек (317 мужчин и 318 женщин).